# Teddys sidste rejse
|  | Denne artikel er oprettet af botten PalnaBot ud fra en ekstern database. Den kan derfor have sproglige fejl eller mangler. Denne skabelon kan fjernes efter kontrol af indholdet. |

Teddys sidste rejse er en film instrueret af Kai R. Dahl.

## Handling
En beretning om motorskonnerten Teddys togt til Nordøstgrønland og den barske hjemrejse, der endte med at den 21 mand store besætning måtte forlade Teddy som vrag for at drive 400 mil på en isflage, indtil de efter en farefuld vandring nåede land ved Angmagsalik. Teddy forlod København 17. juni 1923, og først 9. august 1924 så mandskabet atter Danmark.